# العرضة (أم درمان)

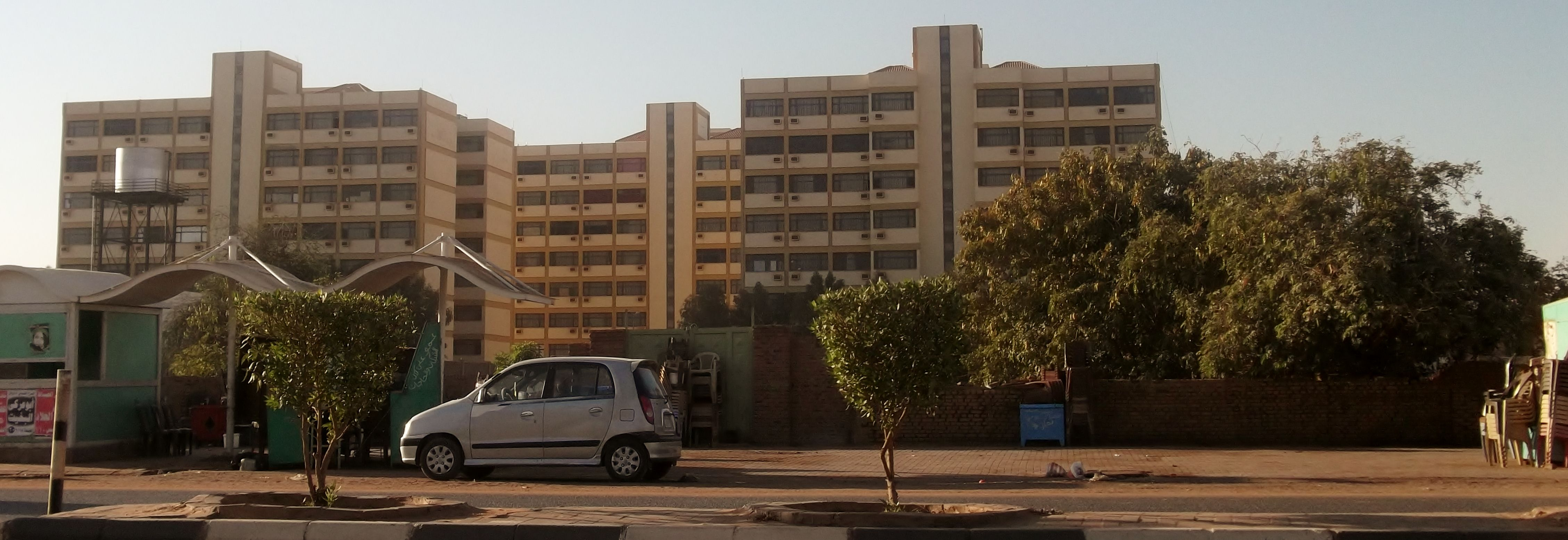
شارع العرضة

حي سوداني يقع في ولاية الخرطوم ب مدينة أم درمان العرضة من الأحياء التي تتمتع بوقع خاص بنفوس أهل أم درمان لما اتصف به سكانها القدامى.

الموقع:
يحدها من الجهة الشرقية الخور خور عريض يمتد من حي العرب إلى خور أبوعنجة يفصل بينها وحي البوستة من الجهة الشمالية وبينها والعباسية جنوباً وتنتهي حدودها من الناحية الغربية عند استاد المريخ يفصل بينها وامتداد بيت المال شارع اسفلت عريض، ويعتبر استاد الهلال آخر حدودها الشمالية بينما يحدها خور أبو عنجة من الناحية الجنوبية.

تعتبر العرضة امتداد لمدينة أم درمان تم تخطيطها وتوزيعها في أواخر الاربعينات وأوائل الخمسينات إذ قبل تلك الفترة كانت المنطقة عبارة عن أراضي زراعية ولا يوجد بها سوى القش وميدان يلعب فيه المستعمر الإنجليزي البولو. واسم الحي أخذ من العرض العسكري أيام المهدية وفي عهد الخليفة عبد الله التعايشي إذ كانت الجيوش من الرايات المختلفة تقوم بالاستعراض والعرض العسكري لذا أطلق على هذا الممر الذي يبدأ من جامع الخليفة وحتى حدود أم درمان الغربية بشارع العرضة
وفي عهد الرئيس الأسبق جعفر محمد نميري تم تقسيم العرضة إلى العرضة شمال، والعرضة وسط والعرضة جنوب لكن هذه التسميات لم تستمر طويلاً وعادت الامور إلى ما كانت عليه.
- العرضة شمال وهي المنطقة التي تقع شمال شارع العرضة المعروف الذي يمتد من الشرق إلى الغرب يبدأ من حوش الخليفة وينتهي بتقاطع ود البشير عند بداية منطقة أمبدة.
- بينما تسمى المنطقة التي تقع جنوبه بالعرضة جنوب وهي التي بني فيها استاد المريخ حيث موقعه الحالي.

## أصل التسمية
تعود تسمية حي العرضة بهذا الاسم إلى أن جيوش المهدية اتخذت من ذلك المكان ميداناً للجنود الخيالة الذين يمتطون الجياد فكانت تأتي الخيول إلى ذلكم الموقع ويتبادل فيه الجنود مهاراتهم في الاستعراض وهم على ظهور خيولهم ومنها جاء اسم العرضة نسبة لاتخاذه موقعاً للعرض واستعراض القوى العسكرية لجيوش المهدية، ويمثل خي العرضة الشهير أكبر الاحياء السكنية التي نشأت حديثاً بشكلها الحالي في زمن الإنجليز حيث تم بيع اراضيه السكنية في مزاد علني في عامي 1948-1949م، واتخذ الحي شكله الحالي في عهد الاستقلال وهو نتاج لسكان فريق السوق الشهير الذي يمثل إلى جانب احياء أخرى اعرق ملامح المدينة القديمة.

## معالم البارزة في الحي وشارع العرضة
هنالك العديد من المعالم البارزة في شارع العرضة الذي يعد من أكبر وأهم الشوارع الرئيسية في أمرمان والعاصمة ككل من بدايته عند 
- محافظة أم درمان
- مروراً بمباني الهيئة العامة لمواصلات العاصمة سابقاً (أبو رجيلة والبيكاسو)
- وعلى الجانب الآخر من الشارع توجد مباني الإرسالية
- يقابلها من الناحية الشمالية مستشفى التجاني الماحي،
- مدرسة العرضة بنين لمرحلة الأساس التي سميت الآن باسم الخليفة الراشد عثمان بن عفان.
- وخلفها تماماً مستشفى عوض حسين الذي يقدم خدماته لشرائح كبيرة من المجتمع في تلك المنطقة وما جاورها.
- ويفصل بينه ومسجد الشيخ أبوسبيب شارع الاسفلت الذي يشق العرضة إلى نصفين من الشمال إلى الجنوب.
- وعلى جانب الخور الفاصل بينها والعباسية ترقد سينما العرضة التي تجمعت حولها الجيوش المعتدية على أم درمان وظلت تطلق الرصاص في الهواء ووقفت لفترة طويلة مما أدخل الذعر والرعب في نفوس المواطنين والابرياء.
- إلى جهة الغرب تجد استاد ونادي المريخ يقابله على الشارع الرئيس
- معهد أمدرمان العلمي الذي آلت مبانيه إلى جامعة أمدرمان الإسلامية
- وأمامه مباشرة نادي واستاد الهلال النادي الأمدرماني العريق الذي أصبح من أكبر الأندية الأفريقية والعربية،
- وعلى الجهة الجنوبية منه نادي التاج الذي كان ضمن فرق الدرجة الأولى بولاية الخرطوم وأهدى الكرة السودانية مجموعة من اللاعبين والنجوم المميزين حتى تاريخنا القريب،
- وعندما تعود إلى الشارع الرئيس تجد مستشفى الوالدين ومدارس الدوش ومباني الهلال الأحمر قبل أن تواجه جامعة الإمام الهادي المطلة عليه وهكذا تصل إلى تقاطع ود البشير حيث ينتهي الشارع الأبرز والأهم في أم درمان.

ويبلغ طول هذا الشارع حوالي ثلاثة كيلو مترات.
- وجود نادي الهلال السوداني ونادي المريخ السوداني به ويضم هذا الحي بين حناياه مجموعة من اللاعبين المهرة الذين أثروا الملاعب السودانية بفنونهم الكروية الراقية عبر ناديي القمة (الهلال والمريخ) وأندية أخرى على رأسهم متوكل أحمد البشير الذي لعب للناديين معاً لكنه اكتسب الشهرة مع الهلال، إلى جانب نجم الهلال الراحل ديم الصغير الذي سكن بالحي جنوب استاد المريخ لسنوات عديدة، إضافة لأولاد سيماوي (كمال الذي لعب لفريق بيت المال ومصطفى الذي دافع عن ألوان الهلال وشعاره), وجعفر قاقرين سيد الاسم نجم المريخ الذي اشتهر من بعد شقيقه علي بذات اللقب، ولاعب الهلال كرار أبو علي أيضاً من الذين سكنوا العرضة وغيرهم من النجوم المتلألئة في عالم المستديرة.
- مسجد الملك فيصل وفي ذات الجهة يقف جامع فيصل الذي يعتبر من أهم المراكز الدينية في المنطقة.
- مباني جامعة أم درمان الاسلامية (القديمة)
- سوق العرضة
- من أهم معالم العرضة شمال نادي التاج الرياضي
- زريبة الحطب التي تعج بالنبق والقنقليز واللالوب

## أهم الشخصيات بحي العرضة
هناك العديد من الشخصيات البارزة المنتمية للحي منها:
- الشيخ التقلاوي في العرضة جنوب مؤسس جماعة أنصار السنة المحمدية

### الفنانين
لم يقتصر عطاء العرضة على كرة القدم فقط وهي التي يقف ناديا القمة في شمالها وجنوبها كأكبر المعالم الرياضية في السودان، بل امتد إلى ميادين أخرى، ففي عالم الفن والإبداع قدمت العرضة الفنانة جداوية موسى شقيقة الفنانة عائشة الفلاتية ووالدة الأستاذ عادل حربي بكلية الموسيقى والدراما بجامعة السودان.
- إضافة إلى أن عميد الأغنية السودانية الفنان أحمد المصطفى سكن فترة من الزمان في هذا الحي فترة من الزمان لكن باع المنزل الذي أنفق على صيانته وتأهيله الكثير من المال وفضل الانتقال إلى الخرطوم.

ومن أشهر الشخصيات في هذا الحي:
- الشيخ عبد الله السنوسي والد النعمان من أوائل السودانيين الذين درسوا التأمين ونالوا فيه شهادات عليا من الجامعات الأمريكية وأشقائه توفيق ووديع وصالح
- ومن أبرز سكان الحي الدكتور مكي الشيخ من أوائل اطباء العيون
- ويسكن آل عبد المجيد علي طه بابكر عبد المجيد علي طه وعمر عبد المجيد علي طه وعثمان عبد المجيد علي طه ومامون عبد المجيد
- ويسكن هذا الحي أيضا زين العابدين صالح السياسي المخضرم وأبناءه الطيب وحسن كوقاديس وأحمد وأيضا
- يسكن الأخ كسباوي الضابط الطيار والقائد في حزب البعث العربي في العراق ويسكن آل شانشي
- ومن سكان الحي الأوائل الترزي الشهير يوسف نعمان
- والأستاذ إبراهيم إدريس
- وآل درميس محمد خير وناصر
- وآل محمد خير حسين
- ومن سكان الحي كان اللواء حمد النيل ضيف الله
- ومن الشعراء الشاعر عمر الطيب الدوش
- ومن التجار بشير الشيخ وعوض حسين
- ومن الرياضيين السفير علي قاقارين وشقيقه جعفر وحسن أبو العائلة والكابتن ديم الصغير ويسكن ال سيماوي
- ويسكن عميد جامعة الأحفاد الدكتور قاسم بدري الذي يسير بها بخطىً حثيثة نحو العالمية.

برعى الترزى في وسط سوق العرضة
وحسن خمسين الترزي (حسن علوان)
ومن أهم الشخصيات بحي العرضة الأستاذ الجليل ومربي الأجيال الأستاذ خالد موسى أستاذ الرياضيات بمدرسة وادي سيدنا
ومدير مدرسه المؤتمر والملحق الثقافي بدول شرق أوروبا زوجته هي الأستاذة صالحه بابكر بدري أبناءه الدكتور سعود خالد موسى استشاري طب الأطفال والدكتور سهل خالد موسى استشارى الأمراض النفسية والعصبية والدكتورة سلافه خالد موسى بروفيسور علم النبات والدكتورة نفيسة خالد موسى استشارى علم الأمراض. 

## وصلات خارجية
- موقع محلية أم درمان

ويكي السودان
الخرطوم
ام درمان